# Cyganologia

Flaga Romów i Sinti

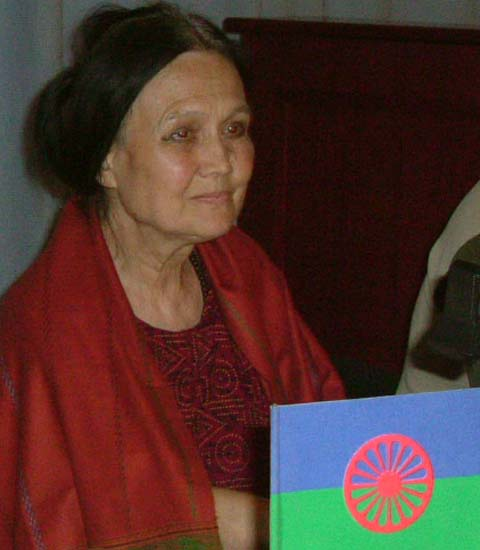
Profesor filologii romskiej Milena Hübschmannová z flagą Romów w 2004 r.

Romologia (cyganologia), romistyka (cz. Romistika, niem. Tsiganologie, ang. Romani studies) – dział etnologii oraz językoznawstwa zajmujący się badaniem dziejów, kultury i języka Romów (Cyganów). 
Wybrani romolodzy (cyganolodzy):
- polscy - Adam Bartosz, Jerzy Ficowski[6], Andrzej Mirga, Lech Mróz, Tadeusz Pobożniak;
- czescy - Antonín Jaroslav Puchmajer, Josef Ješina (ksiądz, filolog i etnograf, twórca słownika), prof. Milena Hübschmannová, dr. Jana Horváthová dyrektorka Muzeum romskiej kultury w Brnie;
- bułgarscy - Elena Marušiaková, Vesselin Popov, Magdalena Slavkova;
- inne kraje - Krume Kepeski (Macedonia), Norbert Boretzky (Niemcy), Peter Bakker (Dania, Uniwersytet w Århus), Dieter W. Halwachs (Austria, Uniwersytet w Grazu), Ian Hancock (USA, Uniwersytet Texasu w Austin), Yaron Matras (Wielka Brytania, Uniwersytet Manchesterski).

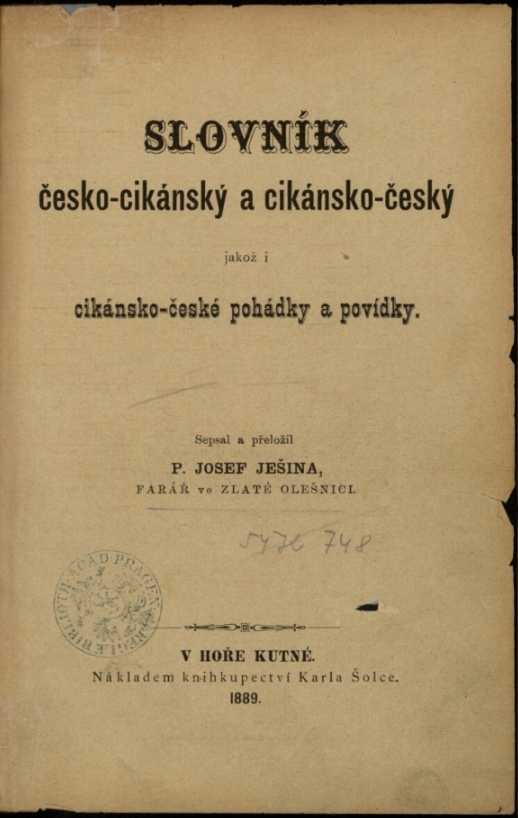
Słownik romsko-czeski i czesko-romski Josefa Ješiny z 1889 r.